# اوپوکو آفریه
اوپوکو آفریه (انگلیسی: Opoku Afriyie; ۲ فوریهٔ ۱۹۵۵ – ۲۹ مارس ۲۰۲۰) بازیکن فوتبال اهل غنا بود.
وی همچنین در تیم ملی فوتبال غنا بازی کرده است.